# 恩賜金
恩賜金（おんしきん）は、天皇から臣下に対して実績と今後の忠節や功労を感謝、または期待するために金（貨幣）を与える行為。あるいは与えた金（貨幣）をさす。大変な名誉であり、数例が確認されているのみである。

## 確認例
1912年、拓殖大学が明治天皇から恩賜金を賜る。